# NGC 1539
NGC 1539 é uma galáxia  na direção da constelação de Taurus. O objeto foi descoberto pelo astrônomo Albert Marth em 1864, usando um telescópio refletor com abertura de 48 polegadas. Devido a sua moderada magnitude aparente (+14,6), é visível apenas com telescópios amadores ou com equipamentos superiores.